# Jella Lepman
Jella Lepman (ur. 15 maja 1891 w Stuttgarcie, zm. 4 października 1970 w Zurychu) – niemiecka dziennikarka, pisarka, tłumaczka i działaczka kulturalna, założycielka Międzynarodowej Biblioteki Młodzieżowej w Monachium, jedna z inicjatorów powstania IBBY.

## Dzieciństwo i młodość
Urodziła się jako najstarsza córka w liberalnej żydowskiej rodzinie fabrykanta Josefa Lehmana (1853–1911) i jego żony Flory z domu Lauchheimer (1867–1940). Ukończyła elitarną szkołę dla dziewcząt Konigin-Katarina-Stift, a następnie spędziła rok na pensji w Lutry koło Lozanny w Szwajcarii, ucząc się francuskiego. Po powrocie do Niemiec poślubiła Gustawa Horace Lepmana (1877–1922), syna fabrykanta z Feuerbach. W 1918 roku urodziła córkę Anne-Marie, a w 1921 – syna Guntera. Gustaw Lepman walczył w czasie I wojny światowej we Francji jako oficer armii niemieckiej, zmarł w 1922 roku w wyniku obrażeń poniesionych w czasie tych walk.

## Dziennikarstwo i działalność polityczna
Po śmierci męża rozpoczęła pracę jako redaktorka w piśmie Stuttgarter Neuen Tagbaltt, jako pierwsza kobieta na tym stanowisku. Pisała na tematy społeczno–polityczne, a w 1927 roku założyła dodatek „Die Frau in Haus, Beruf und Gesellschaft” („Kobieta w domu, pracy i społeczeństwie”).
Była aktywną działaczką grupy kobiecej Niemieckiej Partii Demokratycznej w Wirtembergii, działała jako członkini zarządu obwodu wyborczego. W 1929 roku kandydowała bez powodzenia do Reichstagu W 1928 wydała swoją pierwszą książkę dla dzieci „Der verschlafene Sonntag”, a w 1929 pierwszą sztukę teatralną dla dzieci „Der singende Pfennig”.

## Emigracja
Po dojściu Hitlera do władzy w Niemczech w 1933 roku Jella Lepman straciła pracę, a w 1936 wyemigrowała razem z dziećmi przez Florencję do Londynu. Wojnę spędziła w Wielkiej Brytanii, pracując w BBC i ABSIE (American Broadcasting Station in Europe). W 1943 roku opublikowała pod pseudonimem Katherine Thomas książkę „Women in Nazi Germany”.

## Działalność powojenna
Po zakończeniu działań wojennych powróciła do Niemiec w stopniu majora armii amerykańskiej jako konsultantka amerykańskiego programu kulturalno–oświatowego dla kobiet i dzieci. Troszczyła się szczególnie o te ostatnie – pokolenie rosnące w czasie wojny i nazizmu oraz to, które urodzi się już po jej zakończeniu. Uważała, że tylko dzięki książkom dzieci będą w stanie nauczyć się otwartości, tolerancji i pacyfizmu.
W 1946 roku zorganizowała pierwszą międzynarodową wystawę książek w częściowo zrujnowanym Domu Sztuki w Monachium – aby dzieciom i rodzicom pokazać, co czytają dzieci w innych krajach. Ta wystawa cieszyła się ogromnym zainteresowaniem nie tylko w Niemczech, była pokazywana także w Stuttgarcie, Frankfurcie, Hannoverze i Berlinie.
Była redaktorką naczelną ilustrowanego pisma „Heute”.
W 1948 roku przy pomocy Fundacji Rockefellera powołano w Monachium Die Internationale Jugendbibliothek (Międzynarodową Bibliotekę Młodzieżową), która do dziś jest największym na świecie ośrodkiem badań i upowszechniania literatury dla dzieci i młodzieży. Została otwarta 14 września 1949 roku, a Jella Lepman była jej pierwszym dyrektorem
Była inicjatorką międzynarodowej konferencji pod hasłem „International Understanding through Children's Books”, którą zorganizowano w Monachium w 1952 roku. Zaproszono na nią pisarzy, dziennikarzy, nauczycieli i filozofów z wielu krajów. Spodziewano się, że przybędzie 60 uczestników, a zjawiło się 250 gości z 26 krajów, wszyscy związani z literaturą dziecięcą. Powołano wtedy komitet założycielski międzynarodowej organizacji pod nazwą International Broad on Books for Young People. Ostatecznie IBBY została zarejestrowana rok później jako organizacja non profit z siedzibą w Zurychu, a wśród członków założycieli byli m.in. znani pisarze Astrid Lindgren i Erich Kastner. Jella Lepman była pierwszą przewodniczącą tej organizacji.
Z jej inicjatywy w 1956 roku ustanowiono Medal im. H.Ch. Andersena – najważniejszą nagrodę dla twórców literatury dziecięcej, a 1957 roku rozpoczęto wydawanie pisma „Bookbird”.
W 1957 roku zrezygnowała z funkcji dyrektora Internationale Jugendbibliothek i zaangażowała się w kolejny projekt wspólnie z Fundacją Rockefellera – wspieranie rozwoju i propagowanie literatury dziecięcej w krajach rozwijających się.
W 1959 roku przeprowadziła się do Zurychu. Tam zmarła i została pochowana.
W 1991 roku, z okazji setnej rocznicy jej urodzin Internationale Jugendbibliothek zorganizowała wystawę poświęconą jej pamięci, a IBBY ustanowiła medal jej imienia (Jella Lepman Medal), przyznawany osobom i instytucjom szczególnie zasłużonym na rzecz upowszechniania literatury dla dzieci i młodzieży.

## Książki
- Der ver schlafene Sonntag (1927)[potrzebny przypis]
- Women in Nazi Germany (1943, pod pseudonimem Katherine Thomas)
- Wer ist Lux? Eine Detektivgeschichte für die Jugend (1950)
- Das Geheimnis vom Kuckuckshof – Eine Detektivgeschichte aus dem Schwarzwald (1958)
- Die Katze mit der Brille – Die schönsten Gutenachtgeschichten (1959)
- Die Kinderbuchbrücke (1964) – autobiografia
- Kinder sehen unsere Welt – Texte und Zeichnungen aus 35 Ländern (1970)
- Der verhaftete Papagei, Ullstein Taschenbuch, Berlin 1981, ISBN 3-548-00534-9